# Almargem do Bispo
Almargem do Bispo é uma povoação portuguesa do Município de Sintra que foi sede da extinta Freguesia de Almargem do Bispo, freguesia que tinha 37,42 km² de área e 8 983 habitantes (2011), e, por isso, uma densidade populacional de 240,1 hab/km².
Em 2013, no âmbito da reforma administrativa foi anexada às freguesias de Pero Pinheiro e Montelavar criando-se a União de Freguesias de Almargem do Bispo, Pero Pinheiro e Montelavar.
É das antigas freguesias mais rurais do Município de Sintra, situando-se a nordeste deste.

## População
| População da freguesia de Almargem do Bispo | População da freguesia de Almargem do Bispo | População da freguesia de Almargem do Bispo | População da freguesia de Almargem do Bispo | População da freguesia de Almargem do Bispo | População da freguesia de Almargem do Bispo | População da freguesia de Almargem do Bispo | População da freguesia de Almargem do Bispo | População da freguesia de Almargem do Bispo | População da freguesia de Almargem do Bispo | População da freguesia de Almargem do Bispo | População da freguesia de Almargem do Bispo | População da freguesia de Almargem do Bispo | População da freguesia de Almargem do Bispo | População da freguesia de Almargem do Bispo |
| ------------------------------------------- | ------------------------------------------- | ------------------------------------------- | ------------------------------------------- | ------------------------------------------- | ------------------------------------------- | ------------------------------------------- | ------------------------------------------- | ------------------------------------------- | ------------------------------------------- | ------------------------------------------- | ------------------------------------------- | ------------------------------------------- | ------------------------------------------- | ------------------------------------------- |
| 1864                                        | 1878                                        | 1890                                        | 1900                                        | 1911                                        | 1920                                        | 1930                                        | 1940                                        | 1950                                        | 1960                                        | 1970                                        | 1981                                        | 1991                                        | 2001                                        | 2011                                        |
| 2 972                                       | 3 098                                       | 3 323                                       | 3 411                                       | 4 151                                       | 3 595                                       | 4 112                                       | 4 362                                       | 4 867                                       | 5 324                                       | 5 799                                       | 7 544                                       | 8 405                                       | 8 417                                       | 8 983                                       |

## Povoações
Incluindo a sede, a Freguesia de Almargem do Bispo englobava as seguintes localidades:
- Albogas
- Alfouvar
- Almargem do Bispo
- Almornos
- Aruil
- Camarões
- Casal das Corgas
- Covas do Ferro
- Dona Maria
- Machado
- Mastrontas
- Negrais
- Nossa Senhora da Piedade
- Olival do Santíssimo
- Olelas
- Sabugo
- Vale de Lobos
- Santa Eulália
- Pedra Furada

## Património
- Complexo arqueológico de Olelas (Serra de Olelas)
- Igreja de Almargem do Bispo ou Igreja de São Pedro
- Capela de Nossa Senhora da Luz em Aruil

## Personalidades ilustres
- Barão de Almargem
- Frederico Josias Ferreira Alves (poeta e calceteiro circa 2006)